# Amphodia prolata
Amphodia prolata là một loài bướm đêm trong họ Noctuidae.